# Lipophrys pholis
Lipophrys pholis es una especie de pez de la familia Blenniidae en el orden de los Perciformes.

## Morfología
• Los machos pueden llegar alcanzar los 30 cm de longitud total.
.
- No tiene "tentaculos" cabeza.
- Coloración variable.

## Reproducción
Es ovíparo.

## Alimentación
Come pequeños invertebrados  bentónicos, especialmente gasterópodos, percebes, anfípodos y algas.

## Depredadores
En las Islas Azores es depredado por  Serranus atricauda .

## Hábitat
Es un pez de mar y de clima templado que vive entre 0-8 m de profundidad.

## Distribución geográfica
Se encuentra desde el sur de Noruega hasta Marruecos y los  Madeira y Canarias , incluyendo el Mar Mediterráneo e Islas Baleares 